# Sappy
Sappy è un brano musicale del gruppo rock statunitense Nirvana. Il brano fu pubblicato per la prima volta come hidden track nella compilation di beneficenza No Alternative nel 1993. All'epoca la traccia veniva indicata con il titolo Verse Chorus Verse, che è anche il titolo di un altro brano dei Nirvana completamente differente. Entrambi i brani, sono stati inclusi nel cofanetto antologico dei Nirvana With the Lights Out, pubblicato nel 2004.

## Il brano
Originariamente incisa con il titolo di lavorazione provvisorio Sad, la composizione di Sappy risale alla fine del 1987, e venne provata svariate volte in studio dai Nirvana in cerca della versione migliore. L'autore del brano, Kurt Cobain, non fu mai completamente soddisfatto del risultato ottenuto in studio. Il pezzo venne provato in differenti tonalità ed anche il testo subì numerose revisioni nel corso degli anni. L'ultima versione venne registrata da Steve Albini ai Pachyderm Studios nel 1993 durante le sessioni per In Utero, ed infine pubblicata come "ghost track" sulla compilation No Alternative. In questo periodo, la traccia venne ribattezzata Verse Chorus Verse, anche se esisteva già un'altra canzone inedita precedente dei Nirvana con lo stesso titolo che nulla aveva in comune con Sappy, né dal punto di vista musicale né da quello testuale. In virtù di questo fatto, la canzone viene chiamata abitualmente Sappy per evitare confusione.
Dal punto di vista delle liriche, la tematica del brano è incentrata sulla religione e sulla Chiesa come istituzione repressiva in generale.
Anche se Sappy era stata pubblicata come traccia nascosta non accreditata all'interno della compilation No Alternative, ben presto si sparse la voce della presenza dei Nirvana sull'album, e la gente iniziò a comprare l'album proprio per poter ascoltare Sappy, e la canzone divenne anche una richiesta abbastanza frequente durante i concerti che la band fece nel 1994 in Europa. L'ultima esecuzione live della canzone risale al concerto milanese del febbraio 1994. Durante il concerto in questione, il pubblico si mise ad invocare Sappy ed il bassista Krist Novoselic, dopo che il gruppo ebbe terminato di suonarla, gridò al pubblico: «Did you hear it on a bootleg?» ("L'avete sentita su un bootleg?"), perché all'epoca la traccia non era stata ancora inclusa in nessun album ufficiale dei Nirvana.

### Registrazione e pubblicazione
| Data incisione | Studio                      | Produzione   | Pubblicazione                                                             |
| -------------- | --------------------------- | ------------ | ------------------------------------------------------------------------- |
| 1988           | Casa ad Olympia, Washington | Kurt Cobain  | Montage of Heck: The Home Recordings (2015)                               |
| Gennaio 1990   | Reciprocal Recording        | Jack Endino  | Sliver: The Best of the Box (2005)                                        |
| Aprile 1990    | Smart Studios               | Butch Vig    | Nevermind (deluxe) (2011)                                                 |
| Maggio 1991    | Sound City Studios          | Butch Vig    | inedita                                                                   |
| Febbraio 1993  | Pachyderm Studio            | Steve Albini | No Alternative (1993) With the Lights Out (2004) In Utero (deluxe) (2013) |

- La versione del gennaio 1990 di Sappy inclusa in Sliver: The Best of the Box è una delle tre tracce inedite non incluse nel box set With the Lights Out.
- La versione del maggio 1991 è stata diffusa su internet nell'agosto 2015, postata da un anonimo su Reddit.
- La versione del 1993 di Sappy è quella inclusa nel cofanetto With the Lights Out.
- La versione acustica del 1988 inclusa in Montage of Heck: The Home Recordings, ha un testo diverso dalla versione studio[6].

## Esecuzioni dal vivo
- Una versione live di Sappy, registrata il 16 febbraio 1990, appare nel DVD allegato al box set With the Lights Out, pubblicato nel 2004.
- Una versione dal vivo registrata nel 1990 è stata inclusa come bonus track nell'edizione deluxe 20th Anniversary dell'album Bleach, pubblicata nel 2009.